# Satuara II
Satuara ou Satuarna II foi o último rei de Mitani que havia reinado por dez anos (1 275 - 1 265 a.C.). Foi filho e sucessor de Uasasata. Durante um ataque dos assírios em Mitani, Satuara pediu socorro a Hatusil III, rei dos hititas, para deter Salmanaser I e o Império Assírio, mas de nada adiantou. Após ser derrotado e morto na batalha, o reino de Mitani passou a ser conquistado e destruído e ficar extinto por toda terra.